# Setsuko Hara

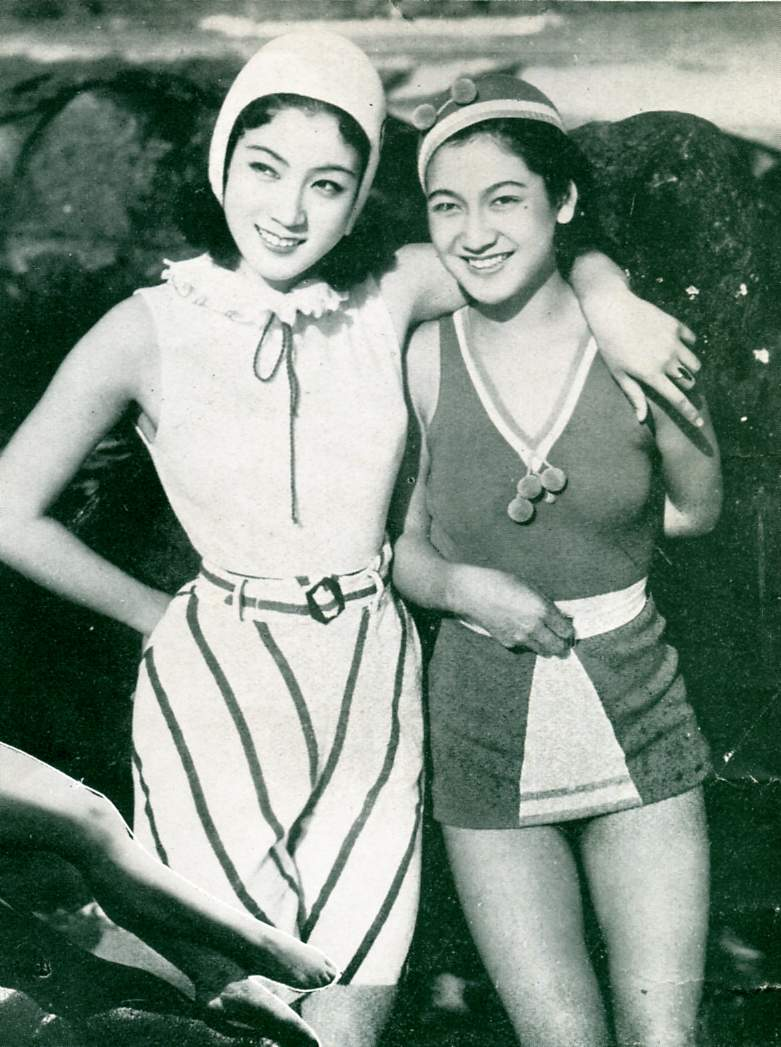
De la stânga la dreapta: Kiyo Kuroda și Setsuko Hara în Atami (1936)

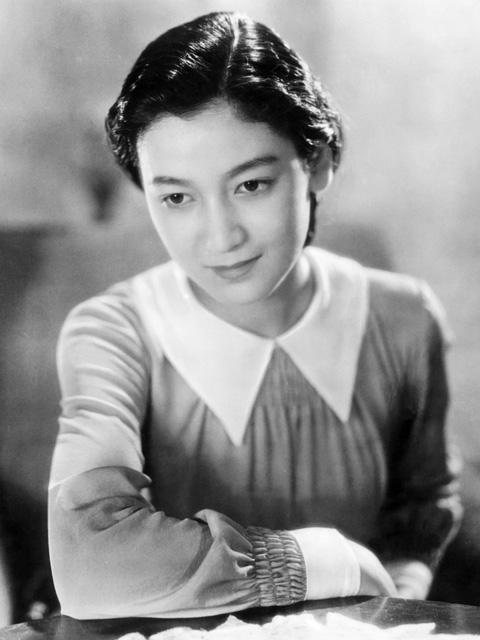
În Atarashiki Tsuchi (1937)

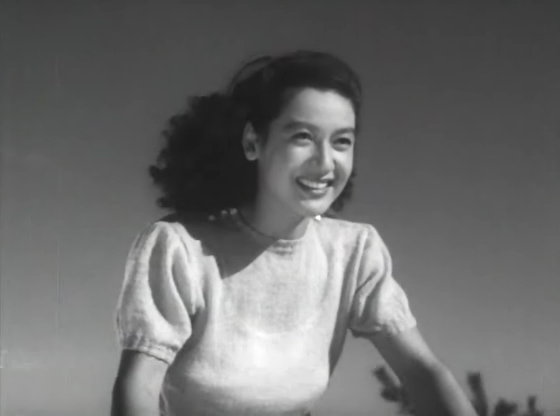
În Primăvara târzie (1949)

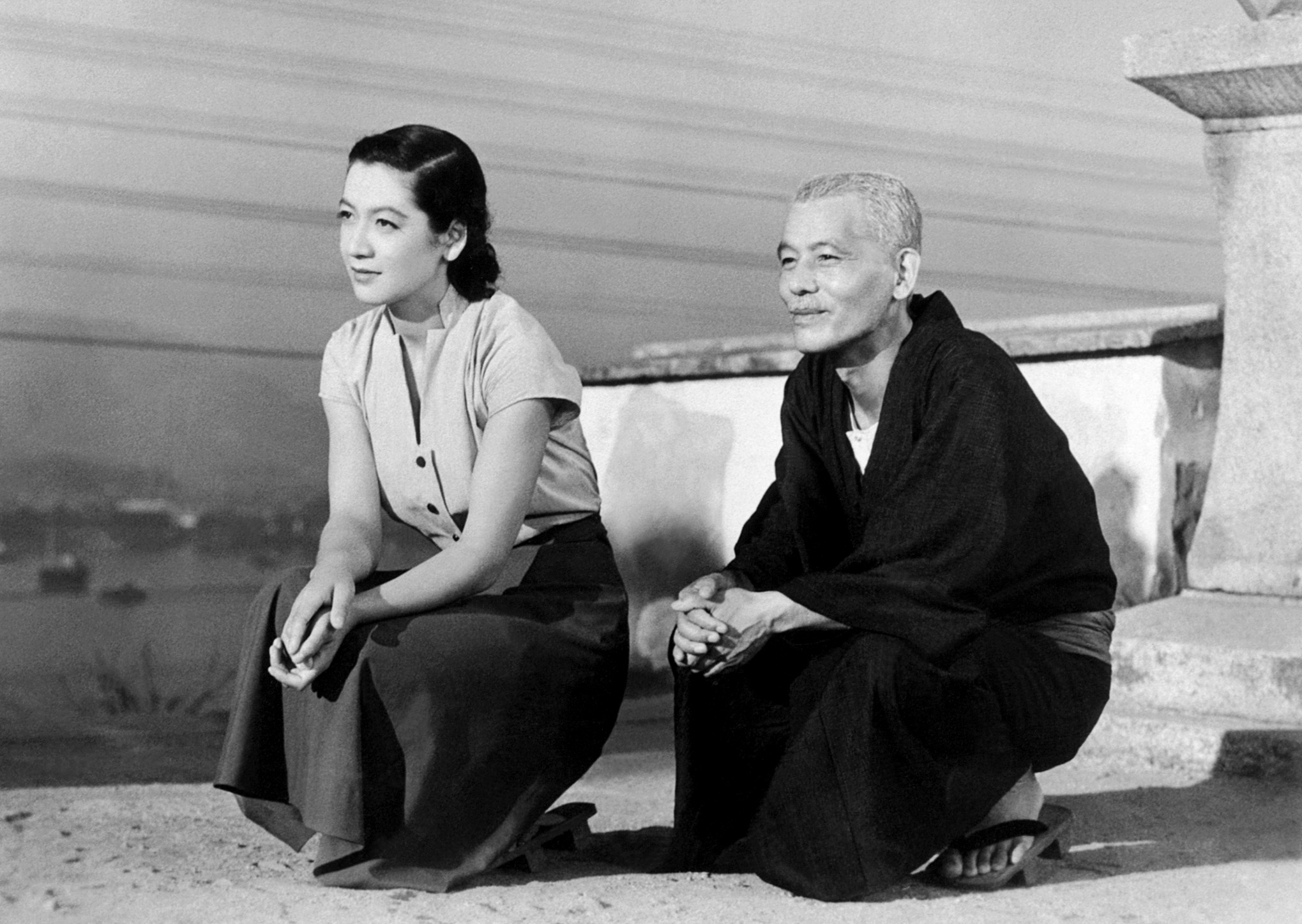
În Tokyo Story (1953)

Setsuko Hara (原 節子 Hara Setsuko?, n. 17 iunie 1920, Yokohama, Japonia – d. 5 septembrie 2015, Prefectura Kanagawa, Japonia) a fost o actriță japoneză. Ea este cunoscută în Occident pentru rolurile interpretate în filmele Late Spring (1949) și Tokyo Story (1953) ale lui Yasujirō Ozu, deși apăruse deja în 67 de filme înainte de a juca în filmele lui Ozu.

## Începutul carierei
Setsuko Hara s-a născut ca Masae Aida (会田 昌江 Aida Masae?) în ceea ce este acum sectorul Hodogaya-ku al metropolei Yokohama, într-o familie cu trei fii și cinci fiice. Sora ei mai mare era căsătorită cu regizorul de film Hisatora Kumagai, care ce a ajutat-o pe Masae să pătrundă în lumea cinematografiei: el a încurajat-o să renunțe la școală, iar ea l-a ascultat și a plecat să lucreze în 1935 pentru studiourile Nikkatsu din Tamagawa, aflate în afara orașului Tokyo. A debutat la vârsta de 15 ani, cu un nume de scenă pe care studioul i l-a dat, în Do Not Hesitate Young Folks! (ためらふ勿れ若人よ tamerau nakare wakōdo yo?). S-a mutat ulterior la J. O. Studios și a ajuns apoi la compania Toho.
Ea a devenit o actriță celebră după ce a interpretat rolul principal în coproducția germano-japoneză Die Tochter des Samurai (Fiica samuraiului) din 1937, cunoscută în Japonia sub numele de Atarashiki Tsuchi (Pământ nou), în regia lui Arnold Fanck și Mansaku Itami. Ea a fost distribuită în film datorită aspectului fizic eurasiatic: înaltă, ochi mari, nas proeminent, diferit de aspectul tipic japonez și, potrivit unor speculații neconfirmate, a faptului că unul dintre bunicii ei ar fi fost german. În acest film, Hara a interpretat rolul unei femei care încearcă fără succes să se sinucidă, aruncându-se în interiorul unui vulcan. Ea a continuat să portretizeze eroine tragice în multe dintre filmele în care a apărut până la sfârșitul celui de-al Doilea Război Mondial, precum The Suicide Troops of the Watchtower (1942) și The Green Mountains (1949), regizate de Tadashi Imai, și Toward the Decisive Battle in the Sky, regizat de Kunio Watanabe. A devenit în această perioadă una dintre cele mai solicitate actrițe japoneze de la sfârșitul anilor 1930 și pe parcursul anilor 1940 și a ajuns să fie prototipul femeii japoneze occidentalizate, opusă femeii japoneze tradiționale, personificate de actrița Chieko Nakakita.

## Cariera postbelică
Hara a rămas în Japonia după 1945 și a continuat să joace în filme anticomuniste. A apărut în primul film postbelic al lui Akira Kurosawa, No Regrets for Our Youth (1946), unde a interpretat-o pe Yukie, fiica profesorului Yagihara. A lucrat, de asemenea, cu Kimisaburo Yoshimura în A Ball at the Anjo House (1947) și cu Keisuke Kinoshita în Here’s to the Girls (1949). În toate aceste filme, ea a portretizat „noua” femeie japoneză, care privea cu încredere către un viitor luminos. Totuși, în majoritatea filmelor sale, în special în cele regizate de Yasujirō Ozu și Mikio Naruse, ea joacă rolul femeii japoneze tipice: fiică, soție sau mamă, devenind un simbol al spiritului neîmblânzit al femeii japoneze postbelice.
Primul din cele șase filme în care Setsuko Hara a colaborat cu Yasujirō Ozu a fost Late Spring (1949), iar colaborarea lor s-a întins pe parcursul a doisprezece ani. În Late Spring, ea a interpretat-o pe Noriko, o fiică devotată, care preferă să stea acasă și să aibă grijă de tatăl ei decât să se căsătorească, în ciuda îndemnurilor membrilor familiei sale. În Early Summer (1951), ea a interpretat un personaj diferit, numit tot Noriko, care dorea să se căsătorească și a găsit curajul să facă acest lucru fără aprobarea familiei sale. A urmat filmul Tokyo Story (1953), poate cel mai cunoscut film al lui Ozu, în care a interpretat o văduvă, numită tot Noriko, al cărei soț a fost ucis în război. Devotamentul față de soțul ei decedat i-a îngrijorat pe socrii ei, care susțineau că ea trebuie să depășească acest moment tragic și să se recăsătorească. Celelalte trei filme ale lui Ozu în care a jucat Setsuko Hara sunt Tokyo Twilight (1957), Late Autumn (1960) și Early Autumn (1961).
Setsuko Hara a jucat alături de Toshirō Mifune în filmele L’Idiot (1951) - în care a fost distribuită nepotrivit, potrivit lui Donald Richie, deoarece distrăgea atenția de la celelalte personaje - și Tōkyō no koibito (1952). Ultimul ei rol major a fost Riku, soția lui Ōishi Yoshio, în filmul Chushingura (1962).

## Ultimii ani de viață
Hara, care nu s-a căsătorit niciodată, este poreclită „Fecioara eternă” în Japonia și este un simbol al epocii de aur a cinematografiei japoneze din anii 1950. Ea a renunțat la cariera de actriță în 1963 (anul în care Ozu a murit) și a dus, ulterior, o viață retrasă în Kamakura, unde au fost realizate multe dintre filmele lui Ozu, refuzând să fie fotografiată sau să i se ia interviuri. A dus o existență asemănătoare cu cea a Gretei Garbo, fiind văzută rareori în public. Ani de zile oamenii au făcut speculații cu privire la motivele ei de a abandona viața publică. Setsuko Hara mărturisise ea însăși în cadrul ultimei sale conferințe de presă că nu i-a plăcut niciodată să joace în filme și că a urmat această carieră doar pentru a-și întreține familia; cu toate acestea, mulți oameni au continuat să speculeze cu privire la o posibilă relație sentimentală a ei cu Ozu sau la posibilitatea pierderii vederii.
După ce a văzut un film al lui Setsuko Hara, romancierul Shūsaku Endō a scris: „Am suspina sau am scoate o răsuflare puternică din adâncul inimilor noastre, pentru că ceea ce simțeam a fost tocmai aceasta: Poate fi posibil să existe o astfel de femeie în această lume?”.
După mai bine de jumătate de secol de izolare, Setsuko Hara a murit de pneumonie la un spital din prefectura Kanagawa, pe 5 septembrie 2015, la vârsta de 95 de ani. Decesul ei a fost anunțat de mass-media abia la data de 25 noiembrie a acelui an din cauza familiei sale care a făcut publică această știre mai târziu (probabil din motive de intimitate). Filmul anime Millennium Actress (2001), regizat de Satoshi Kon, este inspirat parțial din viața ei, deși a fost produs și lansat cu mai mult de un deceniu înainte de moartea ei.

## Filmografie selectivă
- 1937 - La Fille du samouraï (Die Tochter des Samurai), regizat de Arnold Fanck și Mansaku Itami - Misuko Yamato
- 1938: La Symphonie pastorale (田園交響曲 Den'en kōkyōgaku?), regizat de Satsuo Yamamoto - Yukiko
- 1938: La Légende du géant (巨人伝 Kyojin-den?), regizat de Mansaku Itami - Chiyo
- 1939:  (Les 47 rōnin II 忠臣蔵 後篇?, Chūshingura : Kōhen), regizat de Kajirō Yamamoto[29]
- 1940: Jusqu'au jour du mariage (嫁ぐ日まで Totsugu hi made?), regizat de Yasujirō Shimazu[30]
- 1942: Seishun no kiryū (青春の気流?), regizat de Shu Fushimizu[31]
- 1942: La Carte d’une mère (母の地図 Haha no chizu?), regizat de Yasujirō Shimazu[32]
- 1943: La Guerre de l'opium (阿片戦争／阿片戰争 Ahen sensō?), regizat de Masahiro Makino - Ai Lang
- 1946: Je ne regrette rien de ma jeunesse (わが青春に悔なし Waga seishun ni kuinashi?), regizat de Akira Kurosawa - Yukie Yagihara, fiica profesorului[33]
- 1947: Le Bal de la famille Anjo (安城家の舞踏会 Anjō-ke no butōkai?), regizat de Kōzaburō Yoshimura - Atsuko
- 1949: La Montagne bleue (青い山脈 Aoi sanmyaku?), regizat de Tadashi Imai - Yukiko Shimazaki
- 1949: Printemps tardif (晩春 Banshun?), regizat de Yasujirō Ozu - Noriko Somiya
- 1950: Shirayuki-sensei to kodomo-tachi (白雪先生と子供たち?), regizat de Ren Yoshimura - Kayoko Amamiya
- 1951: L’Idiot (白痴 Hakuchi?), regizat de Akira Kurosawa - Taeko Nasu[34]
- 1951: Été précoce (麦秋 Bakushū?), regizat de Yasujirō Ozu - Noriko
- 1951: Le Repas (めし Meshi?), regizat de Mikio Naruse - Michiyo Okamoto
- 1952: Tōkyō no koibito (東京の恋人?), regizat de Yasuki Chiba - Yuki[35]
- 1953: Voyage à Tokyo (東京物語 Tōkyō monogatari?), regizat de Yasujirō Ozu - Noriko
- 1954: Sunetul muntelui (山の音 Yama no oto?), regizat de Mikio Naruse - Kikuko Ogata
- 1956: Pluie soudaine (驟雨 Shūu?), regizat de Mikio Naruse - Fumiko
- 1956: Aijō no kessan (愛情の決算?), regizat de Shin Saburi[36]
- 1957: Crépuscule à Tokyo (東京暮色 Tōkyō boshoku?), regizat de Yasujirō Ozu - Takako Numata
- 1959: La Naissance du Japon (日本誕生 Nippon Tanjō?), regizat de Hiroshi Inagaki[37]
- 1960: Filles, épouses et une mère (娘・妻・母 Musume tsuma haha?), regizat de Mikio Naruse - Sanae Soga
- 1960: Fin d'automne (秋日和 Akibiyori?), regizat de Yasujirō Ozu - Akiko Miwa
- 1962: Chushingura - Hana no maki yuki no maki (忠臣蔵 花の巻 雪の巻?), regizat de Hiroshi Inagaki - Riku Oishi, soția șambelanului[22]

## Premii și distincții
- 1949: Premiul Mainichi pentru cea mai bună actriță pentru interpretarea ei din filmele Blue Mountains, Late Spring și Here's to the Girls[38]
- 1951: Premiul Mainichi pentru cea mai bună actriță pentru interpretarea ei din filmele Repast și Early Summer[39]
- 1951: Premiul Panglica Albastră pentru cea mai bună actriță pentru interpretarea ei din filmele Repast și Early Summer[40]

## Legături externe
- Setsuko Hara la Internet Movie Database
- Setsuko Hara la Allmovie
- Profil JMDb (în japoneză)
- Setsuko Hara la Ozu-san.com